# عزلة دواس (حجة)

تعديل مصدري - تعديل

عزلة دواس هي إحدى عزل مديرية نجرة في محافظة حجة اليمنية ويبلغ تعداد سكانها 4577 نسمة حسب التعداد السكاني في اليمن لعام 2004.

## روابط خارجية
- الجهاز المركزي للإحصاء بالجمهورية اليمنية
- المركز الوطني للمعلومات باليمن
- World Gazetteer:Yemen
- الدليل الشامل